# أرخبيل القطب الشمالي الكندي
أرخبيل القطب الشمالي الكندي، المعروف أيضًا باسم أرخبيل القطب الشمالي، هو الأرخبيل الكندي الذي يقع شمال البر الرئيسي الكندي في المنطقة المحيطة بالقطب الشمالي. وهو يقع في أقصى شمال أمريكا الشمالية ويغطي حوالي 1,424,500 كـم2 (550,000 ميل2)، وتضم هذه المجموعة من الجزر البالغ عددها 36563 جزيرة جزءاً كبيراً من أراضي شمال كندا – معظم نونافوت وجزء من الأقاليم الشمالية الغربية.

## معلومات تاريخية
استندت المطالبات البريطانية بالجزر على الاستكشافات التي قام بها مارتن فروبيشر (Martin Frobisher) في السبعينيات من القرن السادس عشر (1570). ولم تنشأ السيادة الكندية عليهم جميعاً، أولاً (1870-80) فقط على أجزاء الجزيرة التي نضبت في حوض فوكس وخليج هدسون ومضيق هدسون، حتى نقل سيادة الجزر المتبقية من بريطانيا إلى كندا عام 1880؛ وتأسست مقاطعة فرانكلين عام 1895، والتي تتألف كلها تقريباً من الأرخبيل؛ وتفككت المقاطعة بعد إنشاء إقليم نونافوت عام 1999. وتُطالب كندا بجميع الممرات المائية الموجودة في الممرات الشمالية الغربية باعتبارها مياه داخلية كندية؛ إلا أن الولايات المتحدة ومعظم البلدان البحرية الأخرى ترى أنها مياه دولية. وقد أثار الخلاف على وضع الممرات المخاوف الكندية بشأن الإنفاذ البيئي والأمن الوطني والسيادة العامة. وتعد جزيرة هانز ، الموجودة في مضيق ناريس شرق جزيرة إليسمر، أرضاً متنازع عليها حاليّاً بين كندا والدنمارك.

## معلومات جغرافية

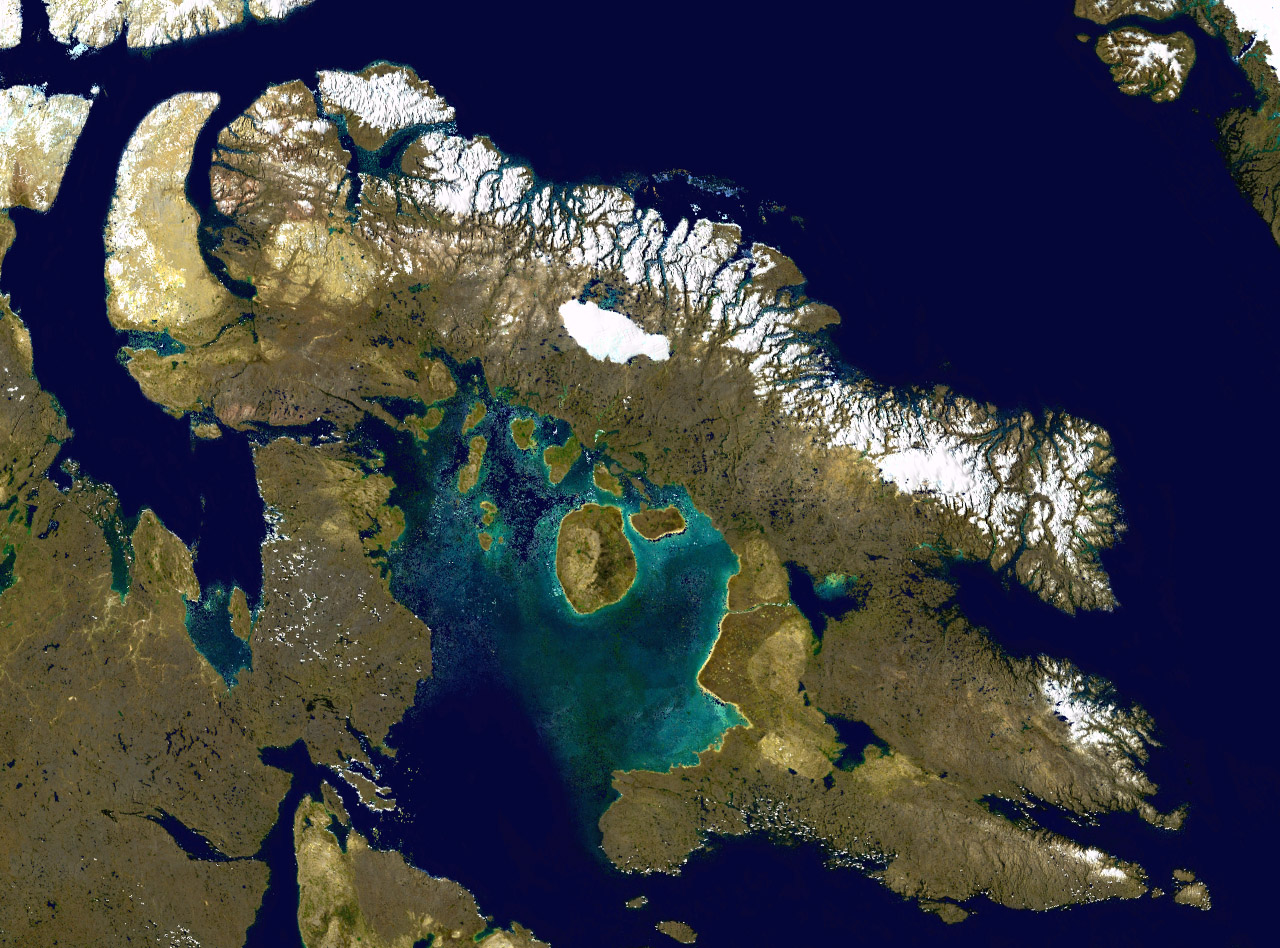
صورة بالقمر الصناعي لجزيرة بافين، أكبر جزيرة من حيث المساحة الإجمالية في أرخبيل القطب الشمالي

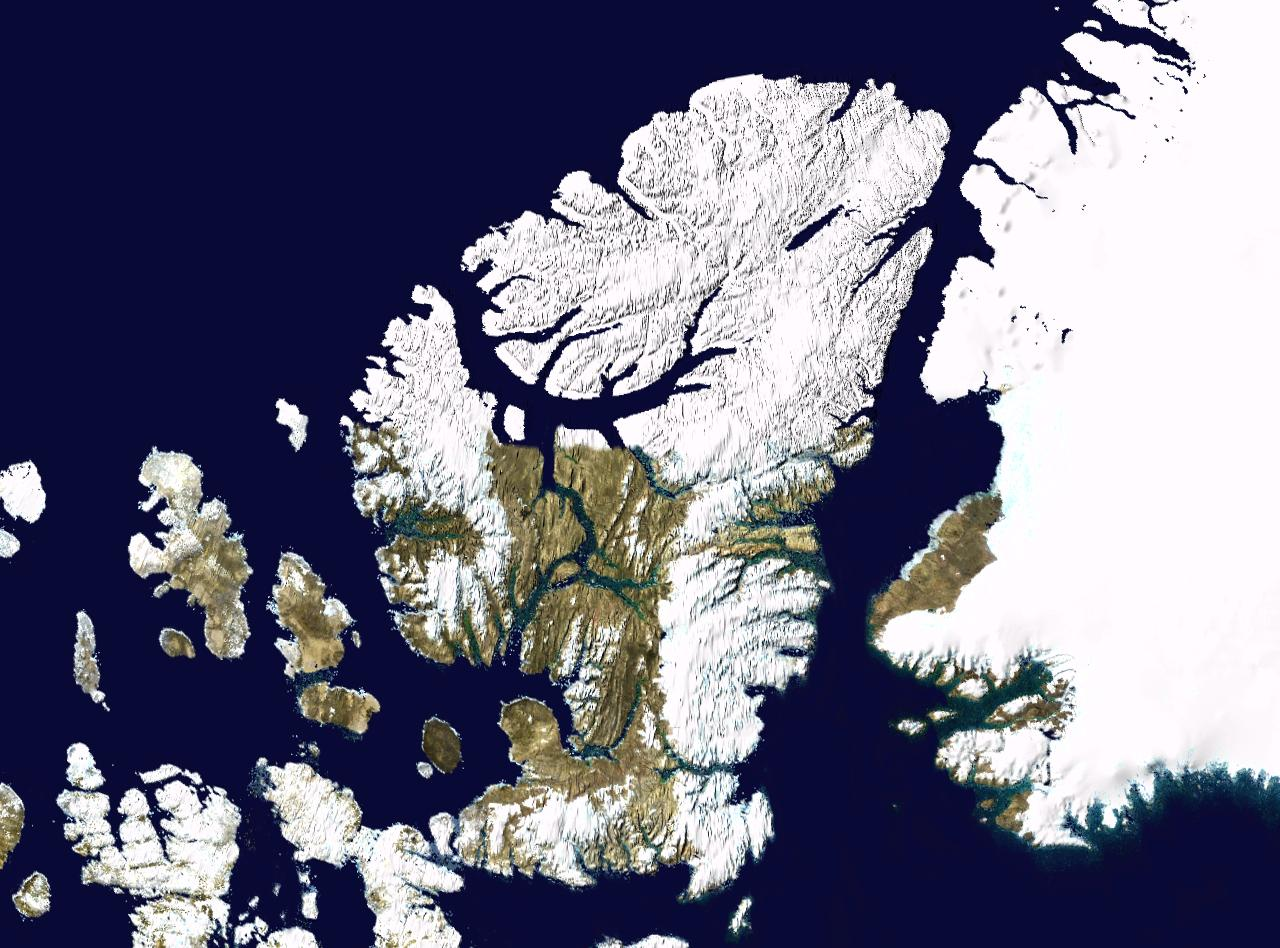
صورة فضائية توضح جزيرة إليسمر وجيرانها، بما فيهم جزيرة أكسل هايبرغ (إلى اليسار من إليسمر). وجرينلاند إلى اليمين في هذه الصورة.

يمتد الأرخبيل حوالي 2,400 كـم (1,500 ميل) طولي و1,900 كـم (1,200 ميل) من البر الرئيسي إلى كولومبيا كيب، وهي النقطة الموجودة أقصى الشمال على جزيرة إليسمر. ويحده من الغرب بحر بيوفورت؛ ومن الشمال الغربي المحيط المتجمد الشمالي؛ ومن الشرق جرينلاند وخليج بافين ومضيق ديفيس؛ ومن الجنوب خليج هدسون واليابسة الكندية. وتنفصل الجزر المختلفة عن بعضها البعض وعن البر القاري من خلال سلسلة من الممرات المائية التي تعرف إجمالاً باسم الممرات الشمالية الغربية. وتمتد اثنتان من أكبر شبه الجزر وهما بوثيا وميلفيل، نحو الشمال من البر الرئيسي.
ويتكون الأرخبيل من 36563 جزيرة، يصنف 94 منها على أنها جزر كبرى، كونها أكبر من 130 كـم2 (50 ميل2)، وتغطي مساحة إجمالية قدرها 1,400,000 كـم2 (540,000 ميل2). وتعد جزر الأرخبيل التي تتخطى مساحتها 10,000 كـم2 (3,900 ميل2)، في ترتيب تنازلي من حيث المساحة، هي:
| الاسم               | الموقع*                            | المساحة                     | الترتيب حسب المساحة | الترتيب حسب المساحة | عدد السكان (2001) |
| الاسم               | الموقع*                            | المساحة                     | العالم              | كندا                | عدد السكان (2001) |
| ------------------- | ---------------------------------- | --------------------------- | ------------------- | ------------------- | ----------------- |
| جزيرة بافين         | نونافوت                            | 507,451 كـم2 (195,928 ميل2) | 5                   | 1                   | 9,563             |
| جزيرة فيكتوريا      | الأقاليم الشمالية الغربية، نونافوت | 217,291 كـم2 (83,897 ميل2)  | 9                   | 2                   | 1,707             |
| جزيرة إليسمر        | نونافوت                            | 196,236 كـم2 (75,767 ميل2)  | 10                  | 3                   | 168               |
| جزيرة بانكس         | الأقاليم الشمالية الغربية          | 70,028 كـم2 (27,038 ميل2)   | 24                  | 5                   | 114               |
| جزيرة ديفون         | نونافوت                            | 55,247 كـم2 (21,331 ميل2)   | 27                  | 6                   | 0                 |
| جزيرة أكسل هايبرغ   | نونافوت                            | 43,178 كـم2 (16,671 ميل2)   | 32                  | 7                   | 0                 |
| جزيرة ميلفيل        | الأقاليم الشمالية الغربية، نونافوت | 42,149 كـم2 (16,274 ميل2)   | 33                  | 8                   | 0                 |
| جزيرة ساوثهامبتون   | نونافوت                            | 41,214 كـم2 (15,913 ميل2)   | 34                  | 9                   | 721               |
| جزيرة أمير ويلز     | نونافوت                            | 33,339 كـم2 (12,872 ميل2)   | 40                  | 10                  | 0                 |
| جزيرة سومرسيت       | نونافوت                            | 24,786 كـم2 (9,570 ميل2)    | 46                  | 12                  | 0                 |
| جزيرة باثورست       | نونافوت                            | 16,042 كـم2 (6,194 ميل2)    | 54                  | 13                  | 0                 |
| جزيرة الأمير باتريك | الأقاليم الشمالية الغربية          | 15,848 كـم2 (6,119 ميل2)    | 55                  | 14                  | 0                 |
| جزيرة الملك وليام   | نونافوت                            | 13,111 كـم2 (5,062 ميل2)    | 61                  | 15                  | 960               |
| جزيرة إليف رينغنيز  | نونافوت                            | 11,295 كـم2 (4,361 ميل2)    | 69                  | 16                  | 0                 |
| جزيرة بيلوت         | نونافوت                            | 11,067 كـم2 (4,273 ميل2)    | 72                  | 17                  | 0                 |

* الأقاليم الشمالية الغربية = الأقاليم الشمالية الغربية, نونافوت = نونافوت
يعتبر الأرخبيل هو أكبر مساحة أرض تقع أقصى القطب الشمالي في العالم، بعد جزيرة جرينلاند. كما يعتبر مناخ هذه الجزر مناخ قطبي شمالي، وتحتوي المنطقة على نباتات التندرا باستثناء المناطق الجبلية. ومعظم هذه الجزر غير مأهولة بالسكان؛ لأن المستوطنات البشرية الموجودة ضئيلة للغاية ومتناثرة، وهي في الأساس مستوطنات ساحلية أقامها شعب الـإنويت على الجزر الجنوبية.

## خريطة بها روابط إلى الجزر
| - الملك كريستيانmap 1 - بوردنmap 2 - لوغيدmap 3 - بروكmap 4 - ماكنزي كنغmap 5 - هيلانةmap 6 - كاميرونmap 7 - إميرالدmap 8 - الأمير باتريكmap 9 - إيل فانييهmap 10 - إغلنتونmap 11 - ألكسندرmap 12 - باثورستmap 13 - ميلفيلmap 14 - بايام مارتنmap 15 - بانكسmap 16 - ستيفانسونmap 17 - راسلmap 18 - أمير ويلزmap 19 - بريسكوتmap 20 - سومرسيتmap 21 - فيكتورياmap 22 - الملك وليامmap 23 - ماتيmap 24 - ويلزmap 25 - بلتشرmap 26 - لونغmap 27 - أكيمسكيmap 28 - تشارلتونmap 29 | خريطة مرجعية لأرخبيل القطب الشمالي الكندي | - إليسمرmap 30 - مايانmap 31 - أكسل هايبرغmap 32 - إليف رينغنيزmap 33 - أموند رينغزmap 34 - كورنوالmap 35 - غراهامmap 36 - نورث كينتmap 37 - بيلي هاملتونmap 38 - كورنواليس الصغرىmap 39 - كورنواليسmap 40 - ديفونmap 41 - بيلوتmap 42 - بافينmap 43 - جينس مونكmap 44 - كوتشmap 45 - برايmap 46 - روليmap 47 - فوليmap 48 - القوة الجويةmap 49 - الأمير تشارلزmap 50 - فانسيتارتmap 51 - البيضاءmap 52 - ساوثهامبتونmap 53 - ريزولوشنmap 54 - لوكسmap 55 - أكباتوكmap 56 - بيغmap 57 - ساليسبوريmap 58 - نوتنغهامmap 59 - مانسيلmap 60 - كوتسmap 61 |

جزر غير موجودة على الخريطة
| - بيتشيmap 62 - دوق يوركmap 63 - غيتسهيدmap 64 - هيج توماسmap 65 - هانزmap 66 - كلينيكmap 67 | - جيني ليندmap 68 - أوتاواmap 69 - الأمير ليوبولدmap 70 - سكريلينجmap 71 - ترودليmap 72 - وستونmap 73 |

## وضع الخرائط
| - ^map 1جزيرة الملك كريستيان، - ^map 2جزيرة بوردن، - ^map 3جزيرة لوغيد، - ^map 4جزيرة بروك، - ^map 5جزيرة ماكنزي كنغ، - ^map 6جزيرة هيلانة، - ^map 7جزيرة كاميرون، - ^map 8جزيرة إميرالد، - ^map 9جزيرة الأمير باتريك، - ^map 10إيل فانييه، - ^map 11جزيرة إغلنتون، - ^map 12جزيرة ألكسندر، - ^map 13جزيرة باثورست، - ^map 14جزيرة ميلفيل، - ^map 15جزيرة بايام مارتن، - ^map 16جزيرة بانكس، - ^map 17جزيرة ستيفانسون، - ^map 18جزيرة راسل، - ^map 19جزيرة أمير ويلز، - ^map 20جزيرة بريسكوت، - ^map 21جزيرة سومرسيت، - ^map 22جزيرة فيكتوريا، - ^map 23جزيرة الملك وليام، - ^map 24جزيرة ماتي، | - ^map 25جزيرة ويلز، - ^map 26جزر بلتشر، - ^map 27جزيرة لونغ، - ^map 28جزيرة أكيمسكي، - ^map 29جزيرة تشارلتون، - ^map 30جزيرة إليسمر، - ^map 31جزيرة مايان، - ^map 32جزيرة أكسل هايبرغ، - ^map 33جزيرة إليف رينغنيز، - ^map 34جزيرة أموند رينغز، - ^map 35جزيرة كورنوال، - ^map 36جزيرة غراهام، - ^map 37جزيرة نورث كينت، - ^map 38جزيرة بيلي هاملتون، - ^map 39جزيرة كورنواليس الصغرى، - ^map 40جزيرة كورنواليس، - ^map 41جزيرة ديفون، - ^map 42جزيرة بيلوت، - ^map 43جزيرة بافين، - ^map 44جزيرة جينس مونك، - ^map 45جزيرة كوتش، - ^map 46جزيرة براي، - ^map 47جزيرة رولي، - ^map 48جزيرة فولي، | - ^map 49جزيرة القوة الجوية، - ^map 50جزيرة الأمير تشارلز، - ^map 51جزيرة فانسيتارت، - ^map 52الجزيرة البيضاء، - ^map 53جزيرة ساوثهامبتون، - ^map 54جزيرة ريزولوشن، - ^map 55جزيرة لوكس لاند، - ^map 56جزيرة أكباتوك، - ^map 57جزيرة بيغ، - ^map 58جزيرة ساليسبوري، - ^map 59جزيرة نوتنغهام، - ^map 60جزيرة مانسيل، - ^map 61جزيرة كوتس، - ^map 62جزيرة بيتشي، - ^map 63أرخبيل دوق يورك، - ^map 64جزيرة غيتسهيد، - ^map 65جزيرة هيج توماس، - ^map 66جزيرة هانز، - ^map 67جزيرة كلينيك، - ^map 68جزيرة جيني ليند، - ^map 69جزر أوتاوا، - ^map 70جزيرة الأمير ليوبولد، - ^map 71جزيرة سكريلينج، - ^map 72جزيرة ترودلي، - ^map 73جزيرة وستون، |

## للمطالعة الإضافية
- Aiken, S.G., M.J. Dallwitz, L.L. Consaul, et al. Flora of the Canadian Arctic Archipelago: Descriptions, Illustrations, Identification, and Information Retrieval[CD]. Ottawa: NRC Research Press; Ottawa: Canadian Museum of Nature, 2007. (ردمك 978-0-660-19727-2).
- Aiken, S. G., Laurie Lynn Consaul, and M. J. Dallwitz. Grasses of the Canadian Arctic Archipelago. Ottawa: Research Division, Canadian Museum of Nature, 1995.
- Bouchard, Giselle. Freshwater Diatom Biogeography of the Canadian Arctic Archipelago. Ottawa: Library and Archives Canada = Bibliothèque et Archives Canada, 2005. ISBN 0-494-01424-5
- Brown, Roger James Evan. Permafrost in the Canadian Arctic Archipelago. National Research Council of Canada, Division of Building Research, 1972.
- Cota GF, LW Cooper, DA Darby, and IL Larsen. 2006. "Unexpectedly High Radioactivity Burdens in Ice-Rafted Sediments from the Canadian Arctic Archipelago". The Science of the Total Environment. 366, no. 1: 253-61.
- Dunphy, Michael. Validation of a modelling system for tides in the Canadian Arctic Archipelago. Canadian technical report of hydrography and ocean sciences, 243. Dartmouth, N.S.: Fisheries and Oceans Canada, 2005.
- Hamilton, Paul B., Konrad Gajewski, David E. Atkinson, and David R.S. Lean. 2001. "Physical and Chemical Limnology of 204 Lakes from the Canadian Arctic Archipelago". Hydrobiologia. 457, no. 1/3: 133-148.
- Mi︠a︡rss, Tiĭu, Mark V. H. Wilson, and R. Thorsteinsson. Silurian and Lower Devonian Thelodonts and Putative Chondrichthyans from the Canadian Arctic Archipelago. Special papers in palaeontology, no. 75. London: Palaeontological Association, 2006. ISBN 0-901702-99-4
- Michel, C Ingram, R G, and L R Harris. 2006. "Variability in Oceanographic and Ecological Processes in the Canadian Arctic Archipelago". Progress in Oceanography. 71, no. 2: 379.
- Porsild, A.E. The Vascular Plants of the Western Canadian Arctic Archipelago. Ottawa: E. Cloutier, Queen's printer, 1955.
- Rae, R. W. Climate of the Canadian Arctic Archipelago. Toronto: Canada Dept. of Transport, 1951.
- Thorsteinsson, R., and Ulrich Mayr. The Sedimentary Rocks of Devon Island, Canadian Arctic Archipelago. Ottawa, Canada: Geological Survey of Canada, 1987. ISBN 0-660-12319-3
- Van der Baaren, Augustine, and S. J. Prinsenberg. Geostrophic transport estimates from the Canadian Arctic Archipelago. Dartmouth, N.S.: Ocean Sciences Division, Maritimes Region, Fisheries and Oceans Canada, Bedford Institute of Oceanography, 2002.